# Kombinierte Malon- und Methylmalonazidurie
Kombinierte Malon- und Methylmalonazidurie, auch CMAMMA oder kombinierte Malon- und Methylmalonazidämie genannt, ist eine angeborene Stoffwechselkrankheit, die durch die biochemische Beobachtung von erhöhten Mengen von Malonsäure und Methylmalonsäure gekennzeichnet ist, wobei die Methylmalonsäurewerte höher sind als die Malonsäurewerte. CMAMMA ist nicht nur eine Organoazidopathie, sondern auch ein Defekt der mitochondrialen Fettsäuresynthese (mtFAS). Forscher sagen voraus, dass CMAMMA eine der häufigsten Formen der Methylmalonazidurie und vielleicht eine der häufigsten angeborenen Stoffwechselstörungen ist, die jedoch aufgrund des Hindurchrutschens bei diagnostischen Verfahren oft unentdeckt bleibt.

## Symptome und Anzeichen
Die klinischen Phänotypen der CMAMMA sind sehr heterogen und reichen von asymptomatischen, über leichte bis hin zu schweren Symptomen. Die dahinterliegende Pathophysiologie ist noch nicht verstanden. In der Literatur werden folgende Symptome genannt:
- metabolische Azidose[6][8][2]

- Koma[4][3]

- Hypoglykämie[4][3][2]

- Krampfanfälle[4][6][8][2]

- Magen-Darm-Störungen[6][8]

- Entwicklungsretardierung[4][6][8]

- Sprachverzögerung[1][4][7]

- Gedeihstörung[4]

- Psychische Erkrankungen[4]

- Gedächtnisprobleme[4]

- kognitiver Abbau[4]

- Enzephalopathie[7]

- Kardiomyopathie[6][8][2]

- Dysmorphie[6][8]

Wenn die ersten Symptome in der Kindheit auftreten, handelt es sich eher um intermediäre Stoffwechselstörungen, während es sich bei Erwachsenen meist um neurologische Symptome handelt.

## Ursachen
CMAMMA ist eine angeborene, autosomal-rezessive Stoffwechselstörung, mit der Folge eines Mangels des Enzyms ACSF3. Das ACSF3-Gen ist auf Chromosom 16 Genlocus q24.3 verortet. Es besteht aus 11 Exons und kodiert ein aus 576 Aminosäuren bestehendes Protein. CMAMMA kann durch homozygote oder auch compound-heterozygote Mutationsvarianten im Gen ACSF3 verursacht sein. Ausgehend von der Frequenz des selteneren Alleles (MAF) ergibt sich für CMAMMA eine Prävalenz von ca. 1:30 000.

## Pathophysiologie
Das Gen ACSF3 kodiert eine Acyl-CoA-Synthetase, welche in den Mitochondrien lokalisiert ist und eine hohe Spezifität für Malonsäure und Methylmalonsäure aufweist. Es ist als Malonyl-CoA-Synthetase für die Umwandlung von Malonsäure in Malonyl-CoA und als Methylmalonyl-CoA-Synthetase für die Umwandlung von Methylmalonsäure in Methylmalonyl-CoA verantwortlich.

Schematischer Überblick über die Pathophysiologie von CMAMMA

### Defekt der mitochondrialen Fettsäuresynthese

Mitochondriale Fettsäuresynthese und die Rolle von ACSF3, das – neben der mitochondrialen Acetyl-CoA-Carboxylase 1 (mtACC1) – Malonyl-CoA liefert, jedoch aus Malonsäure statt aus Acetyl-CoA. Malonyl-CoA wird anschließend durch MCAT auf das mitochondriale Acyl-Carrier-Protein (ACP) übertragen und steht dann als Verlängerungseinheit zur weiteren Kettenverlängerung der an ACP gebundenen Fettsäuren zur Verfügung.

ACSF3 katalysiert in seiner Funktion als Malonyl-CoA-Synthetase die Umwandlung von Malonsäure in Malonyl-CoA, welches den ersten Schritt der mitochondrialen Fettsäuresynthese (mtFAS / mtFAS II) darstellt. Die mtFAS – nicht zu verwechseln mit der bekannteren Fettsäuresynthese (FAS / FAS I) im Cytosol – spielt eine wichtige Rolle bei der Regulierung des Energiestoffwechsels und bei lipidvermittelten Signalprozessen.
Der Mangel an ACSF3 bei CMAMMA führt zu einer Anhäufung von Malonsäure und einem mitochondrialen Mangel an Malonyl-CoA. Während Malonsäure den Komplex II kompetitiv hemmt und zytotoxisch wirkt, führt der Mangel am Substrat Malonyl-CoA wiederum zu einer verminderten Malonylierung mitochondrialer Proteine, was die Aktivität von Stoffwechselenzymen beeinflusst und den Zellstoffwechsel verändert. Der Malonyl-CoA-Bedarf kann jedoch über das Enzym mtACC1, einer mitochondriale Isoform von Acetyl-CoA-Carboxylase 1 (ACC1), zum Teil gedeckt werden, was den breiten klinischen Phänotyp von CMAMMA erklärt. Die Defizite an Zwischenprodukten lassen sich bis zum Hauptprodukt von mtFAS, Octanoyl-ACP, weiterführen, das als Ausgangssubstrat für die Biosynthese von Liponsäure, für die Assemblierung der Komplexe der oxidativen Phosphorylierung und als endogenes Substrat für die β-Oxidation benötigt wird. Wichtige mitochondriale Multienzymkomplexe wie die des Energiestoffwechsels, der Pyruvat-Dehydrogenase-Komplex (PDHC), der α-Ketoglutarat-Dehydrogenase-Komplex (α-KGDHC) und des Aminosäurenstoffwechsels, der verzweigtkettige Alpha-Ketosäure-Dehydrogenase-Komplex (BCKDHC), der Oxoadipat-Dehydrogenase-Komplex (OADHC) und das Glycin-Cleavage-System (GCS), sind für ihre Funktionalität auf Liponsäure als kovalenten Cofaktor angewiesen. Infolgedessen führt die verringerte Lipoylierung des Pyruvat-Dehydrogenase-Komplexes und des α-Ketoglutarat-Dehydrogenase-Komplexes zu einem verringerten glykolytischen Fluss, gemessen in Glykolyse und glykolytischer Kapazität. Um wahrscheinlich den Energiebedarf der Zelle zu kompensieren, konnte eine Hochregulierung der Fettsäure-β-Oxidation und eine verringerte Konzentration von Aminosäuren, die anaplerotisch in den Citratzyklus einfließen, wie Aspartat, Glutamin, Isoleucin, Threonin und Leucin festgestellt werden. In der Zusammenfassung führt die reduzierte mitochondriale Atmung und der glykolytische Fluss zu einer beeinträchtigten mitochondrialen Flexibilität mit einer großen Abhängigkeit von der Fettsäure-β-Oxidation und einem erhöhten Verbrauch von anaplerotischen Aminosäuren.
Jedoch sind Nervenzellen trotz ihres hohen Energiebedarfs nicht in der Lage, Fettsäuren effizient zur Energiegewinnung zu nutzen, mit Ausnahme von Gliazellen und spezialisierten Neuronen im Hypothalamus. Dennoch besteht eine enge metabolische Interaktion zwischen Gliazellen in Form von Astrozyten und Neuronen zur Aufrechterhaltung der zellulären Funktionalität. Es wird daher spekuliert, dass CMAMMA auch zu einer Hochregulierung der β-Oxidation in den Gehirnzellen führt, mit der Folge eines erhöhten Risikos für Hypoxie und oxidativen Stress, was langfristig zu neurologischen Symptomen beitragen kann.
Zusätzlich wird spekuliert, dass die verringerte neuronale ATP-Erzeugung zu einer verringerten Wiederaufnahme von Glutamat aus dem synaptischen Spalt führt, wenn nicht sogar zu einer kompletten Umkehrung des Glutamattransportes, was in einer Erhöhung der intrazellulären Ca+2-Konzentration und einer Depolarization der spannungsabhängigen Na+- und Ca+-Kanäle resultiert. Die Folgen durch die unspezifische Stimulierung des erhöhten, extrazellulären Glutamates an den ionotropischen Glutamatrezeptoren AMPA und NMDA sind neuronale Schäden. In In-vitro-Modellen konnte dieser beschriebene Pathomechanismus durch den Einsatz von Kreatin, den NMDA-Rezeptorantagonisten MK-801, Ifenprodil und dem AMPA-Rezeptorantagonist CNQX beeinflusst werden.
Des Weiteren kommt es zu massiven Veränderungen der zellulären komplexen Lipide, wie erhöhte Werte der bioaktiven Lipide Sphingomyeline und Cardiolipine, als auch Triacylglyceride, die zusätzlich noch mit einer veränderten Kettenlänge und der Anwesenheit ungeradzahliger Spezies einhergehen. Im Gegensatz dazu sind die Werte der Phosphatidylcholine, Phosphatidylglycerine und Ceramide reduziert, letztere proportional zum Anstieg der Sphingomyeline. Darüber hinaus ist der Einbau von Malonat in Lipide deutlich verringert, was darauf hindeutet, dass ACSF3 für den Malonat-Stoffwechsel erforderlich ist.

### Defekt des Methylmalonsäureabbaus (Methylmalonazidurie)

Propionat-Stoffwechselweg mit Methylmalonsäure als Nebenprodukt und die Rolle von ACSF3 bei deren Abbau.

ACSF3 katalysiert in seiner Funktion als Methylmalonyl-CoA-Synthetase die Umwandlung von Methylmalonsäure in Methylmalonyl-CoA, damit diese über den Citratzyklus abgebaut werden kann.
Der Mangel an ACSF3 bei CMAMMA führt daher zu einem verminderten Abbau und folglich zu einer erhöhten Anhäufung von Methylmalonsäure in Körperflüssigkeiten und Geweben, was auch als Methylmalonazidurie bekannt ist. Methylmalonyl-CoA wird aus den essentiellen Aminosäuren Valin, Threonin, Methionin und Isoleucin, aus ungeradzahligen Fettsäuren, aus Propionsäure und aus der Cholesterinseitenkette gebildet und kann von der D-Methylmalonyl-CoA-Hydrolase in Methylmalonsäure umgewandelt werden, noch bevor es die Succinyl-CoA-Stelle des Citratzykluses erreicht.
Die bakterielle Fermentation im Darm stellt über die Vorstufe Propionsäure, eine quantitativ signifikante Quelle für Methylmalonsäure dar. Daneben wird Propionsäure aber auch über die Ernährung aufgenommen, da es in bestimmten Lebensmitteln natürlich enthalten ist oder als Konservierungsstoff durch die Lebensmittelindustrie beigefügt wird, vor allem bei Backwaren und Molkereiprodukten.
Darüber hinaus entsteht Methylmalonsäure bei dem Thymin-Katabolismus.
Jedoch sind auch intrazelluläre Esterasen fähig die Methylgruppe (-CH3) der Methylmalonsäure abzuspalten und das Ausgangsmolekül Malonsäure zu generieren.
In vitro konnte eine Verbindung zwischen freier Methylmalonsäure und Malonsäure zu Neurotoxizität hergestellt werden.

## Diagnostik
Aufgrund der vielfältigen klinischen Symptome und der Tatsache, dass die CMAMMA weitgehend unentdeckt durch Neugeborenen-Screening-Programme hindurchgeht, gilt die CMAMMA als eine nur unzureichend erkannte Erkrankung.

### Neugeborenen-Screening-Programme
Da es bei CMAMMA nicht zu einer Anhäufung von Methylmalonyl-CoA, Malonyl-CoA oder Propionyl-CoA kommt und sich auch keine Anomalien im Acylcarnitinprofil zeigen, wird die CMAMMA durch die üblichen blutbasierten Neugeborenenscreeningprogramme nicht erkannt.
Ein Sonderfall stellt die Provinz Quebec dar, in der im Rahmen des Quebec Neonatal Blood and Urine Screening Program, zusätzlich zum Bluttest, am 21. Tag nach der Geburt noch der Urin untersucht wird, obwohl es wahrscheinlich ist, dass hierbei nicht jeder mit CMAMMA entdeckt wird.

### Routine- und biochemische Laboruntersuchungen
Durch die Berechnung des Methylmalonsäure/Malonsäure-Verhältnisses im Blutplasma kann CMAMMA eindeutig von einer klassischen Methylmalonazidurie unterschieden werden. Dies gilt sowohl für Vitamin-B12-Responder- als auch für Non-Responder-Formen der Methylmalonazidurie. Die Verwendung von Malonsäure- und Methylmalonsäurewerten aus dem Urin ist hingegen zur Berechnung dieses Verhältnisses nicht geeignet.
Bei CMAMMA übersteigen hierbei die Methylamlonsäurewerte die der Malonsäure. Im Gegensatz dazu ist bei der Malonazidurie das Methylmalonsäure/Malonsäure-Verhältnis kleiner als 1.

### Molekulargenetische Untersuchung
Die endgültige Diagnose wird durch eine molekulargenetische Untersuchung bestätigt, wenn biallelische pathogene Muationsvarianten im ACSF3-Gen gefunden werden. Hierzu gibt spezifische Multigen-Panels für Methylmalonazidurien, aber die getesteten Gene können von Labor zu Labor variieren und können vom Kliniker an den individuellen Phänotyp angepasst werden.
Im Rahmen von Fertilitätsbehandlungen können durch ein erweitertes Trägerscreening (ECS) auch Träger von Mutationen im Gen ACSF3 identifiziert werden.

## Behandlung

### Ernährung
Ein Ansatz zur Verringerung der sich ansammelnden Malonsäure- und Methylmalonsäuremenge ist die Ernährung. Nach dem Wissensstand von 1998 wird eine kohlenhydratreiche und eiweißarme Ernährung empfohlen. Veränderungen der Malonsäure- und Methylmalonsäureausscheidung lassen sich bereits 24 bis 36 Stunden nach einer Ernährungsumstellung feststellen.

### Bakterienreduzierende Maßnahmen
Eine weitere quantitativ bedeutsame Quelle für Malonsäure und Methylmalonsäure ist neben der Aufnahme von Eiweiß aus der Nahrung, die bakterielle Fermentation. Davon abgeleitet ergeben sich Behandlungsmaßnahmen wie die Gabe von Antibiotika und Abführmitteln.

### Vitamin B12
Da einige Methylmalonazidurien auf Vitamin B12 ansprechen, wurden bei CMAMMA, Behandlungsversuche mit Vitamin B12 unternommen, auch in Form von Hydroxocobalamin-Injektionen, die jedoch zu keinen klinischen oder biochemischen Effekten führten.

### L-Carnitin
In einer Studie wird auch die Behandlung mit L-Carnitin bei Patienten mit CMAMMA erwähnt, allerdings nur retrospektiv und ohne Nennung von Ergebnissen.

### Messenger RNA
Präklinische Proof-of-Concept-Studien an Tiermodellen haben gezeigt, dass sich messenger RNA (mRNA)-Therapien auch für den Einsatz bei seltenen Stoffwechselerkrankungen eignen. In diesem Zusammenhang ist der MUT-Methylmalonazidurietherapiekandidat mRNA-3705 des Biotechnologieunternehmens Moderna zu nennen, der sich derzeit in der Phase 1/2 befindet.

## Forschung
1984 wurde die CMAMMA aufgrund eines Malonyl-CoA-Decarboxylase-Mangels erstmals in einer wissenschaftlichen Studie beschrieben. Weitere Studien zu dieser Form von CMAMMA folgten bis 1994, als eine andere Form der CMAMMA mit normaler Malonyl-CoA-Decarboxylase-Aktivität entdeckt wurde. Im Jahr 2011 identifizierte die genetische Forschung durch Exom-Sequenzierung das Gen ACSF3 als Ursache für CMAMMA mit normaler Malonyl-CoA-Decarboxylase. Mit einer 2016 veröffentlichten Studie wurde die Berechnung des Malonsäure/Methylmalonsäure-Verhältnisses im Blutplasma als eine neue Möglichkeit zur schnellen, metabolischen Diagnose der CMAMMA vorgestellt.
Das Quebec Neonatal Blood and Urine Screening Program macht die Provinz Quebec für die CMAMMA-Forschung interessant, da es die einzige Patientenkohorte der Welt ohne Selektionsverzerrungen darstellt. Zwischen 1975 und 2010 wurden auf diese Weise schätzungsweise 2 695 000 Neugeborene untersucht, hierbei wurden 3 Fälle von CMAMMA festgestellt. Da die Entdeckungsrate jedoch niedriger ist als die aufgrund der heterozygoten Häufigkeit vorhergesagte Rate ist, ist es wahrscheinlich, dass nicht alle Neugeborenen mit diesem biochemischen Phänotyp durch das Screening-Programm entdeckt wurden. In einer Studie aus dem Jahr 2019 wurden in der Provinz Quebec schon 25 Patienten mit CMAMMA identifiziert. Bis auf einen wurden alle durch das Provincial Neonatal Urine Screening Program entdeckt, 20 davon direkt und 4 nach der Diagnose eines älteren Geschwisterteils.

## Phänotypische Serie
Auch bei den folgenden Krankheiten ist der Gehalt an Malonsäure und Methylmalonsäure biochemisch erhöht:
- Malonazidurie[22]
- Autosomal-rezessive intellektuelle Entwicklungsstörung 69[22]